# Anna von Lustadt

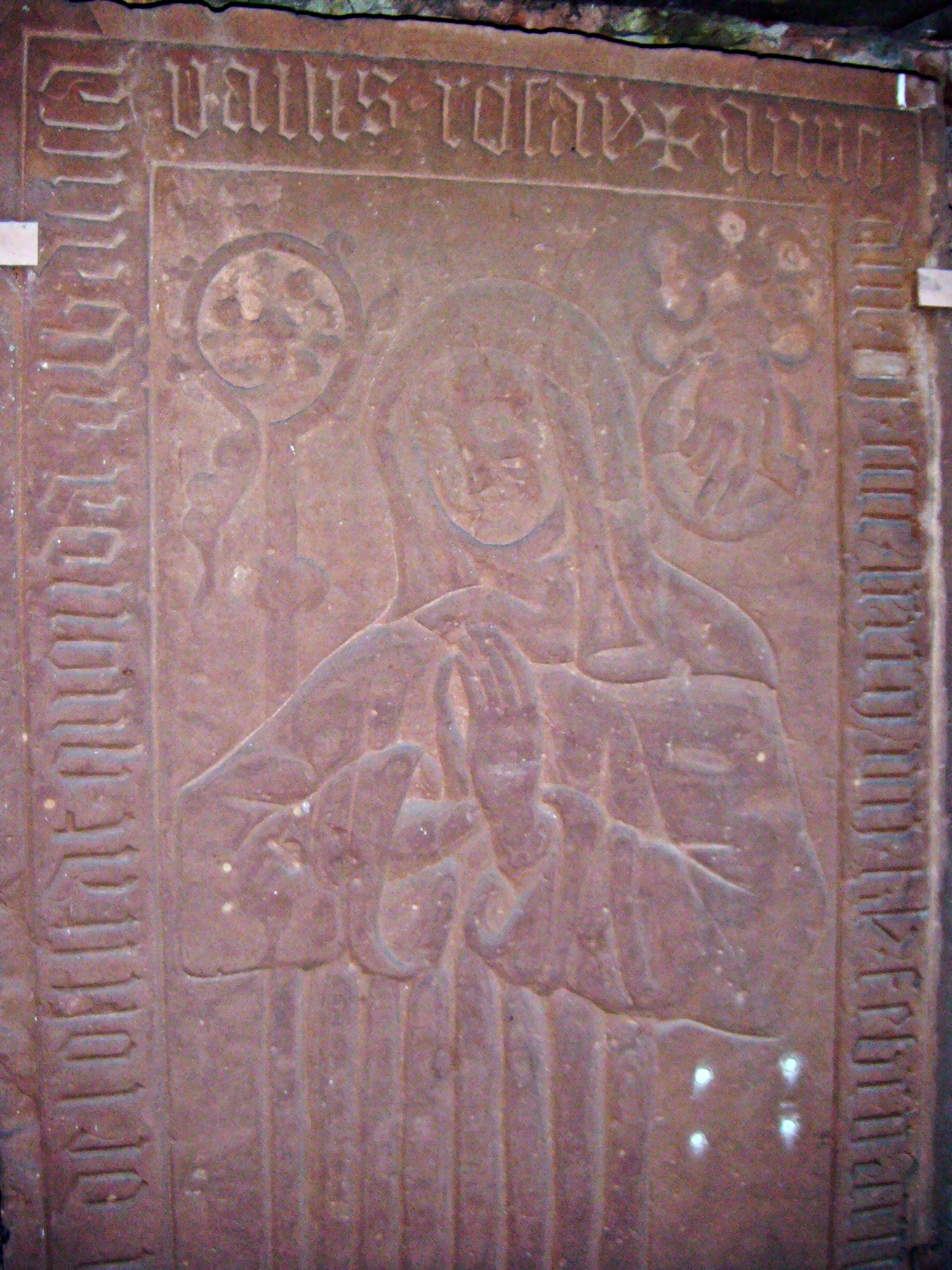
Anna von Lustadt auf ihrer Grabplatte

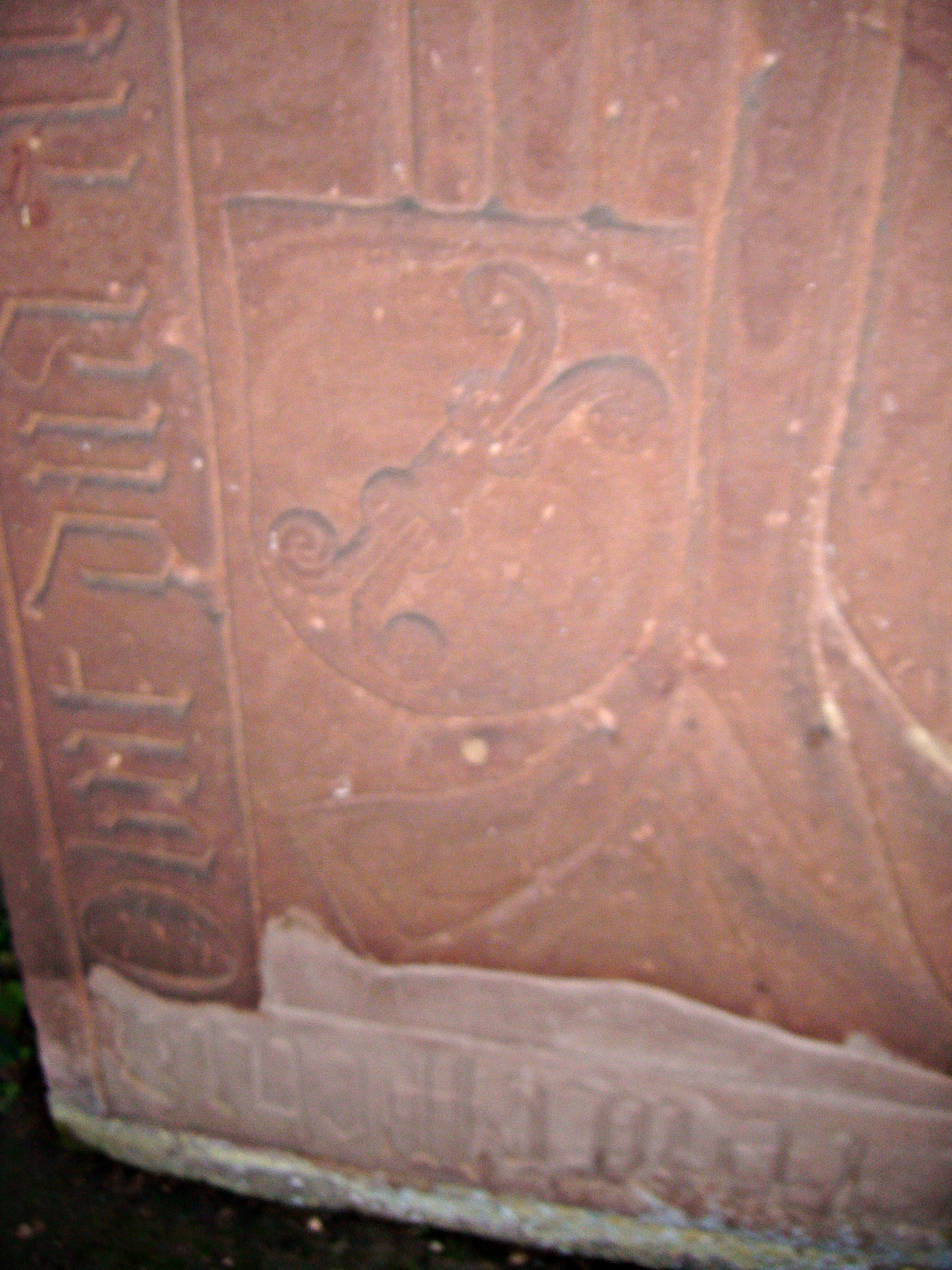
Wappen der Herren von Lustadt (Detail von der Grabplatte)

Anna von Lustadt († 25. Januar 1485 in Kerzenheim, Rosenthalerhof) war eine Adelige aus dem Geschlecht der Herren von Lustadt und Äbtissin des Zisterzienserinnenklosters Rosenthal (Pfalz).

## Abstammung und Familie
Sie entstammte dem edelfreien Geschlecht von Lustadt, das seinen Sitz in der pfälzischen Gemeinde Oberlustadt hatte. Eine Genealogie der Familie ist nicht überliefert, diese tritt 1219 mit Conrad von Lustadt erstmals urkundlich auf und steht öfter mit dem Bistum Speyer in Verbindung. Später waren ihre Mitglieder Vasallen der Kurpfalz. Als letzter wird der Edelknecht Heinrich von Lustadt 1494 urkundlich genannt, der in Niederhochstadt ein Gut des Grafen Eberhard von Württemberg-Mömpelgard zu Lehen trug. Eine Margarete von Lustadt war die Mutter (oder Stiefmutter) des Basler Bischofs Johann V. von Venningen. Nach dem Grabstein der Äbtissin Anna von Lustadt führte die Familie einen Maueranker im Wappen.
Die Eltern der Äbtissin sind nicht bekannt. Neben dem väterlichen Wappen derer von Lustadt erscheint auf dem Grabstein auch das mütterliche Wappen mit einem Doppel-Querbalken; es ist noch ungedeutet.
Der Bruder Annas, Erpfo von Lustadt, fungierte 1456 als kurpfälzischer Vizedom in Neustadt an der Weinstraße. In einem Lehensbuch des Kurfürsten Friedrich I. von der Pfalz sind er und sein Bruder Jakob von Lustadt, als kurpfälzer Vasallen auf Burg Oppenheim benannt.

## Leben und Wirken

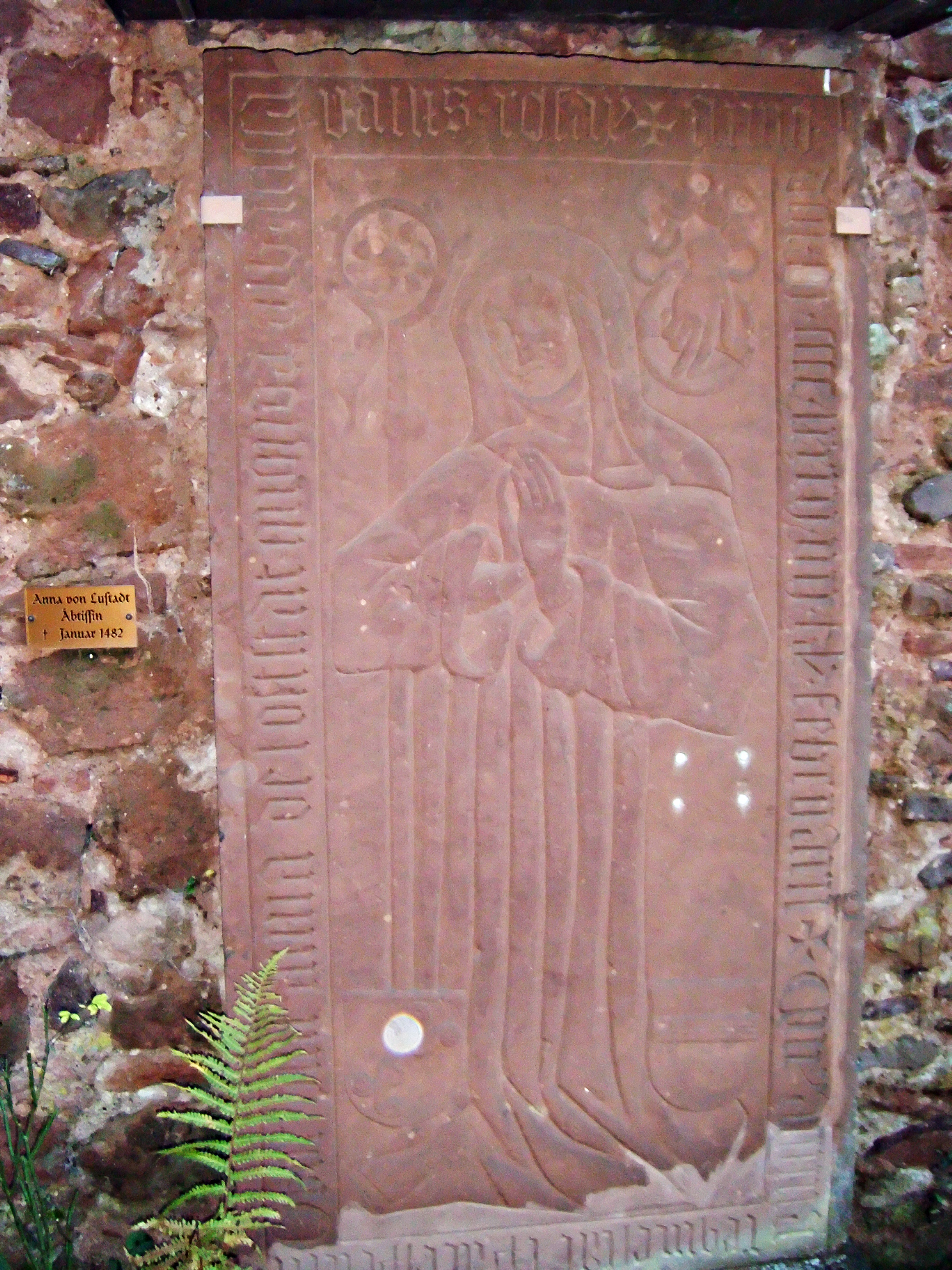
Grabplatte der Äbtissin im Kloster Rosenthal

Anna von Lustadt erscheint erstmals 1444 als Äbtissin von Rosenthal. Sie war die 9. Vorsteherin der Gemeinschaft und vermehrte 1452 und 1456 den Klosterbesitz durch Ankauf von Gütern, u. a. ein Hofgut in Bechtolsheim. Zu ihrer Zeit traten mehrere Nonnen aus angesehenen Adelsfamilien dort ein. In der Mainzer Stiftsfehde wurde der Konvent und seine Umgebung 1461/62 in Mitleidenschaft gezogen. 1463 erscheint sie in einer Urkunde, als sie den Obedienzeid eines Priesters entgegennahm, der im Auftrag des Klosters die Pfarrei St. Stephan zu Asselheim übertragen bekam.
Unter Mithilfe des Wormser Bischofs Reinhard I. von Sickingen versuchte Anna von Lustadt das Klosterleben zu reformieren. Unterstützt wurde sie hierbei auch durch die Landesherrin Elisabeth, Witwe des Grafen Johann III. von Nassau-Saarbrücken († 1472) und Tochter von Graf Ludwig I. von Württemberg-Urach. Das Vorhaben gelang jedoch erst der übernächsten Äbtissin Margaretha von Venningen im vollen Umfang.
Anna starb 1485 nach über 40-jähriger Amtszeit und wurde im Kloster beigesetzt. Ihr Grabstein mit Relieffigur ist in der Kirchenruine erhalten.